# Ejército Siempre Victorioso
Ejército Siempre Victorioso (Chino tradicional: 常勝軍 cháng shèng jūn) es el nombre que la dinastía Qing le dio un pequeño ejército a su servicio que luchó contra las rebeliones en la China de fines del siglo XIX. Fue dirigido y entrenado por europeos. El Ejército Siempre Victorioso luchó por la dinastía Qing contra la Rebelión Nian y contra la Rebelión Taiping.
Aunque el ejército estuvo activo durante unos pocos años, de 1860 a 1864, durante ese tiempo fue fundamental para sofocar la rebelión Taiping. Fue el primer ejército chino que fue entrenado en técnicas, tácticas y estrategias europeas. Como tal, se convirtió en un modelo para los ejércitos chinos posteriores.

## Historia

### Orígenes
El Ejército Siempre Victorioso tuvo sus inicios como una fuerza formada bajo el mando de Frederick Townsend Ward en 1860. 
En 1860, en los muelles de Shanghái existían occidentales con diversa experiencia militar como "marineros dados de baja, desertores y otros vagabundos que hicieron de Shanghái su hogar temporal, e incluso los empleados remunerados podían verse tentados por la perspectiva de la aventura, los altos salarios y el botín." Ward reclutó a los occidentales que estén en los  muelles de Shanghái, sobrios o no, capaces de disparar un arma. Con esos hombres se formó el Cuerpo de Armas Extranjeras de Shanghái. Se decidió contratar extranjeros por que el chino promedio de la época tenía poca comprensión de la puntería, ni mucho ímpetu para defender el trono manchú. Y no había tiempo para entrenar a los campesinos nativos en la guerra convencional china u occidental.
A través de sus contactos con la comunidad empresarial occidental y la implacable autopromoción de Ward, en la primavera de 1860, Wu y Fang se acercaron a Ward y contrataron sus servicios de mercenario. Se comprometieron a pagarle a Ward 100 dólares al mes por cada hombre alistado, 600 dólares al mes para los oficiales y pagar una suma por cada ciudad reconquistada. El monto variaría entre 45000 dólares a 133000 dólares según el tamaño de la ciudad reconquistada. Los comerciantes se comprometieron a proporcionar comida para la fuerza de Ward y aportar fondos para la compra de armas.
Para junio de 1860, Ward tenía una fuerza de 100 occidentales, entrenados en las mejores armas que pudo conseguir, pistolas Colt y rifles. Antes que las tropas estén correctamente entrenadas, los patrocinadores de Ward le obligaron a llevarlas a la acción junto con las fuerzas imperiales. Ward protesto, pero no convenció a sus patrocinadores . Acompañó a los imperiales y reconquistaron dos ciudades capturadas. Los patrocinadores obligaron al Cuerpo a asaltar la ciudad de Sung-Chiang (actual Songjiang), esta se hallaba en manos de los Taiping que la habían fortificado. El Cuerpo ataco la ciudad sin artillería, y el ataque fracasó. El cuerpo regreso derrotado a Shanghái. 
El Ejército Siempre Victorioso rechazó otro ataque a Shanghái en 1862 y ayudó a defender otros puertos del tratado como Ningbo. También ayudaron a las tropas imperiales a reconquistar los bastiones de Taiping a lo largo del río Yangtze. Las fuerzas Qing se reorganizaron bajo el mando de Zeng Guofan, Zuo Zongtang y Li Hongzhang, y la reconquista Qing comenzó en serio. A principios de 1864, se restableció el control Qing en la mayoría de las áreas. Townsend Ward introdujo lo que para la época eran ideas radicales relacionadas con la estructura de la fuerza, el entrenamiento, la disciplina y el armamento (aunque hay historiadores  que cuestionan si su lugarteniente y confidente Li Hongzhang también fue responsable de algunas de las ideas entonces únicas que forjaron el Ejército Siempre Victorioso). Creía en una estructura de mando más flexible, y que unidades móviles bien entrenadas y disciplinadas podrían derrotar a fuerzas más grandes que carecieran de estas cualidades. Después de varias victorias, la dinastía Qing otorgó oficialmente el título de "Ejército Siempre Victorioso" al cuerpo en marzo de 1862.

### Composición
La nueva fuerza originalmente comprendía alrededor de 200 mercenarios, en su mayoría europeos, reclutados en el área de Shanghái entre marineros, desertores y aventureros. Muchos fueron despedidos en el verano de 1861, pero el resto se convirtió en oficial de 1200 soldados chinos reclutados por Ward en Sungkiang y sus alrededores. Las tropas chinas aumentaron a 3.000 en mayo de 1862, todas equipadas con armas de fuego y equipos occidentales por las autoridades británicas en Shanghái. A lo largo de sus cuatro años de existencia, el Ejército Siempre Victorioso debía operar principalmente dentro de un radio de treinta millas de Shanghái.

#### Composición del Ejército Siempre Victorioso
Composición del Ejército Siempre Victorioso desde su fundación (con el nombre de Cuerpo de Armas Extranjeras de Shanghái), hasta la muerte de Ward en septiembre de 1862
- Junio de 1860: 100 mercenarios extranjeros (sin artillería en este momento)
- Julio de 1860: 250 mercenarios extranjeros, graves bajas, artillería presente a partir de esta fecha
- Agosto de 1860: más de 200 mercenarios extranjeros, bajas graves, quizás un 50 % de efectividad
- Diciembre de 1860: Cuerpo inactivo (¿y sin sueldo?) Mientras Ward está ausente
- Mayo de 1861: más de 200 mercenarios extranjeros, graves bajas
- Junio de 1861: más de 50 mercenarios extranjeros, campo de entrenamiento chino establecido
- Julio de 1861: 150 oficiales chinos + extranjeros
- Octubre de 1861: 400 oficiales chinos + extranjeros
- Noviembre de 1861: oficialmente 430 chinos + oficiales extranjeros, Spence afirma que quizás 3000 más en realidad + barcos fluviales y transportes armados
- Enero de 1862: 1000 oficiales chinos + extranjeros
- Mayo de 1862: 3000 oficiales chinos + extranjeros
- Septiembre de 1862: 5000 chinos + oficiales extranjeros y chinos

### Táctica
El Ejército Siempre Victorioso contaba con alrededor de 5.000 soldados en su apogeo. A menudo derrotó a fuerzas rebeldes que eran numéricamente mucho más grandes porque estaban mejor armadas, mejor comandadas y mejor entrenadas. Fue el primer ejército chino en incorporar tácticas y entrenamiento de estilo occidental, armamento moderno y, lo que es más importante, el concepto de unidades de infantería ligera que podían moverse más rápido que sus oponentes.

### Cambio de mando
Tras la muerte de Ward en septiembre de 1862 después de la Batalla de Cixi, el mando del Ejército Siempre Victorioso pasó, después de un corto período de tiempo, a Charles George Gordon, conocido como "Chino" Gordon. Bajo Gordon, el Ejército Siempre Victorioso, en colaboración con las fuerzas imperiales chinas, libraría algunas de las batallas finales y decisivas que terminaron con la Rebelión de Taiping . Li Hongzhang dijo de Gordon: "Qué espectáculo es para los ojos cansados, qué elixir para un corazón cansado ver pelear a este inglés. Planificación de día, ejecución de noche, planificación de noche, ejecución de día; es un tipo glorioso".

### Estructura
La infantería del Ejército Siempre Victorioso se organizó en batallones, a los que generalmente se hace referencia durante el período del mando de Gordon como regimientos. En 1864 había seis regimientos con entre 250 y 650 hombres. Cada una comprendía seis compañías, con un establecimiento nominal de dos oficiales extranjeros, siete suboficiales chinos y hasta 80 soldados rasos chinos. Había un intérprete de chino por regimiento, aunque los comandos se daban exclusivamente en inglés, que tenía que aprenderse de memoria.

#### Escolta
Ward creó un cuerpo de escoltas separado de filipinos de 200 a 300. Bajo Gordon, esta fuerza comprendía una compañía de extranjeros (incluidos tanto africanos como europeos) y 100 soldados chinos cuidadosamente seleccionados.

#### Artillería
En 1863, el Ejército Siempre Victorioso incluía un brazo de artillería separado, que comprendía seis baterías de artillería pesada y ligera. Cada uno tenía un establecimiento de cinco oficiales extranjeros, 19 suboficiales chinos y 120-150 artilleros chinos.

#### Flota fluvial
Ward compró y fletó una flotilla de unos doce barcos de vapor armados, apoyados por 30-50 cañoneras chinas. Bajo Gordon, esta pequeña armada se redujo a dos vapores, posteriormente aumentó a seis. Tanto los barcos de vapor como los cañoneros estaban equipados con cañones de proa de 9 o 12 libras. El buque más grande era la cañonera Hyson, que tenía 90 pies de largo y llevaba un cañón de 32 libras y un obús de 12 libras.

### Uniformes
Según el North China Herald, el escolta (Bodyguard) vestía uniformes azules con revestimientos escarlata y hombreras verdes con la identificación de la unidad en caracteres chinos. Los artilleros vestían uniformes azul claro con revestimientos rojos y rayas en los pantalones. La infantería vestía de verde oscuro en traje de invierno con revestimientos rojos y correas para los hombros en colores del regimiento. En verano, todas las ramas vestían uniformes blancos con revestimientos escarlata. Todas las unidades llevaban turbantes verdes.

### Fin del Ejército Siempre Victorioso
La estricta disciplina de Gordon provocó un aumento de las deserciones y varios motines a pequeña escala. En consecuencia, en junio de 1863 la fuerza se había reducido en número a 1.700 hombres. En el último año de su existencia, el Ejército Siempre Victorioso fue reclutado en gran parte entre los ex rebeldes de Taiping que habían sido hechos prisioneros y persuadidos para cambiar de bando. Para abril de 1864, el Ejército se había vuelto menos efectivo y había sufrido varios reveses. Se disolvió en mayo de 1864 y se pagó a 104 oficiales extranjeros y 2288 soldados chinos. La mayor parte de la artillería y algo de infantería se transfirió a las fuerzas imperiales chinas.

## Alusiones literarias
Robert Jordan nombró al ejército Seanchan en su serie de fantasía Wheel of Time en honor al Ever Victorious Army. 
Ward aparece en la novela ficticia de la serie The Flashman Papers de George MacDonald Fraser, Flashman and the Dragon, como un contrabandista de opio del Yangtse (apócrifo) y como el líder del embrionario Ever Victorious Army.
En la novela de viajes en el tiempo Así es como se pierde la guerra en el tiempo de Amal El-Mohtar y Max Gladstone, el personaje Rojo se refiere a Azul y al Ejército Siempre Victorioso quemando un palacio.